# Thelocarpon olivaceum
Thelocarpon olivaceum är en lavart som beskrevs av B. de Lesd. Thelocarpon olivaceum ingår i släktet Thelocarpon och familjen Thelocarpaceae.   Inga underarter finns listade i Catalogue of Life.